# Unsub Records
Unsub Records, antes llamado Metamorphosis Music, es una compañía discográfica estadounidense propiedad de Capitol Records y fundada en 2014 por la cantante de pop Katy Perry.

## Historia
Perry anunció por primera vez sus planes de lanzar su propio sello en junio de 2012. Ella habló con The Hollywood Reporter sobre cómo se gestionará el sello: "Cuando este sello discográfico se haga realidad, voy a tratar de evitar las cosas que se llevan cualquier posibilidad de lucha para que un artista tenga éxito financiero. A medida que las personas se acercan a mí con oportunidades, pienso: "¿Cómo me gustaría que me traten?". El 17 de junio de 2014, Perry anunció a través de Twitter que ella había lanzado Metamorphosis Music como una subsidiaria de Capitol Records, junto con la firma del cantante y compositor Ferras. El logotipo de la etiqueta fue revelado más tarde ese día.
En 2016, el nombre de la etiqueta se cambió a Unsub Records.
En julio de 2017, Perry firmó a CYN, quien fue presentado a Perry a través de DJ Skeet Skeet después de que CYN lo conoció en una de las fechas del California Dreams Tour.

## Artistas

### Actuales
- Ferras
- Cyn
- Michael J. Woodard

## Lanzamientos
| Artista | Año  | Lanzamiento                    | Tipo   | Fecha de lanzamiento     |
| ------- | ---- | ------------------------------ | ------ | ------------------------ |
| Ferras  | 2014 | Ferras                         | EP     | 17 de junio de 2014      |
| Ferras  | 2016 | "Closer"                       | Single | 24 de junio de 2016      |
| Ferras  | 2016 | "Medicine (feat. Raja Kumari)" | Single | 23 de septiembre de 2016 |
| Ferras  | 2018 | "Coming Back Around"           | Single | 26 de enero de 2018      |
| CYN     | 2017 | "Together"                     | Single | 14 de julio de 2017      |
| CYN     | 2017 | "Only With You"                | Single | 29 de septiembre de 2017 |
| CYN     | 2018 | "Alright"                      | Single | 2 de marzo de 2018       |
| CYN     | 2018 | "Believer"                     | Single | 27 de abril de 2018      |
| CYN     | 2018 | "I'll Still Have Me"           | Single | 21 de septiembre de 2018 |
| CYN     | 2019 | Mood Swing                     | EP     | 20 de septiembre de 2019 |
| CYN     | 2020 | Drinks                         | Single | 5 de marzo de 2020       |